# Liste der Biografien/Gorh
Liste der Biografien |
Portal Biografien |
Personensuche
# |
A |
B |
C |
D |
E |
F |
G |
H |
I |
J |
K |
L |
M |
N |
O |
P |
Q |
R |
S |
T |
U |
V |
W |
X |
Y |
Z |
?
 
Ga |
Gb |
Gc |
Gd |
Ge |
Gf |
Gh |
Gi |
Gj |
Gk |
Gl |
Gm |
Gn |
Go |
Gp |
Gq |
Gr |
Gs |
Gu |
Gv |
Gw |
Gy |
Gz
 
Goa |
Gob |
Goc |
God |
Goe |
Gof |
Gog |
Goh |
Goi |
Goj |
Gok |
Gol |
Gom |
Gon |
Goo |
Gop |
Gor |
Gos |
Got |
Gou |
Gov |
Gow |
Goy |
Goz
 
Gora |
Gorb |
Gorc |
Gord |
Gore |
Gorf |
Gorg |
Gorh |
Gori |
Gorj |
Gork |
Gorl |
Gorm |
Gorn |
Goro |
Gorp |
Gorr |
Gors |
Gort |
Goru |
Gorv |
Gory |
Gorz
Die Liste der Biografien führt alle Personen auf, die in der deutschsprachigen Wikipedia einen Artikel haben. Dieses ist eine Teilliste mit 14 Einträgen von Personen, deren Namen mit den Buchstaben „Gorh“ beginnt.

## Gorh

### Gorha
- Gorham, Benjamin (1775–1855), US-amerikanischer Politiker
- Gorham, Christopher (* 1974), US-amerikanischer SchauspielerChristopher Gorham (* 1974)

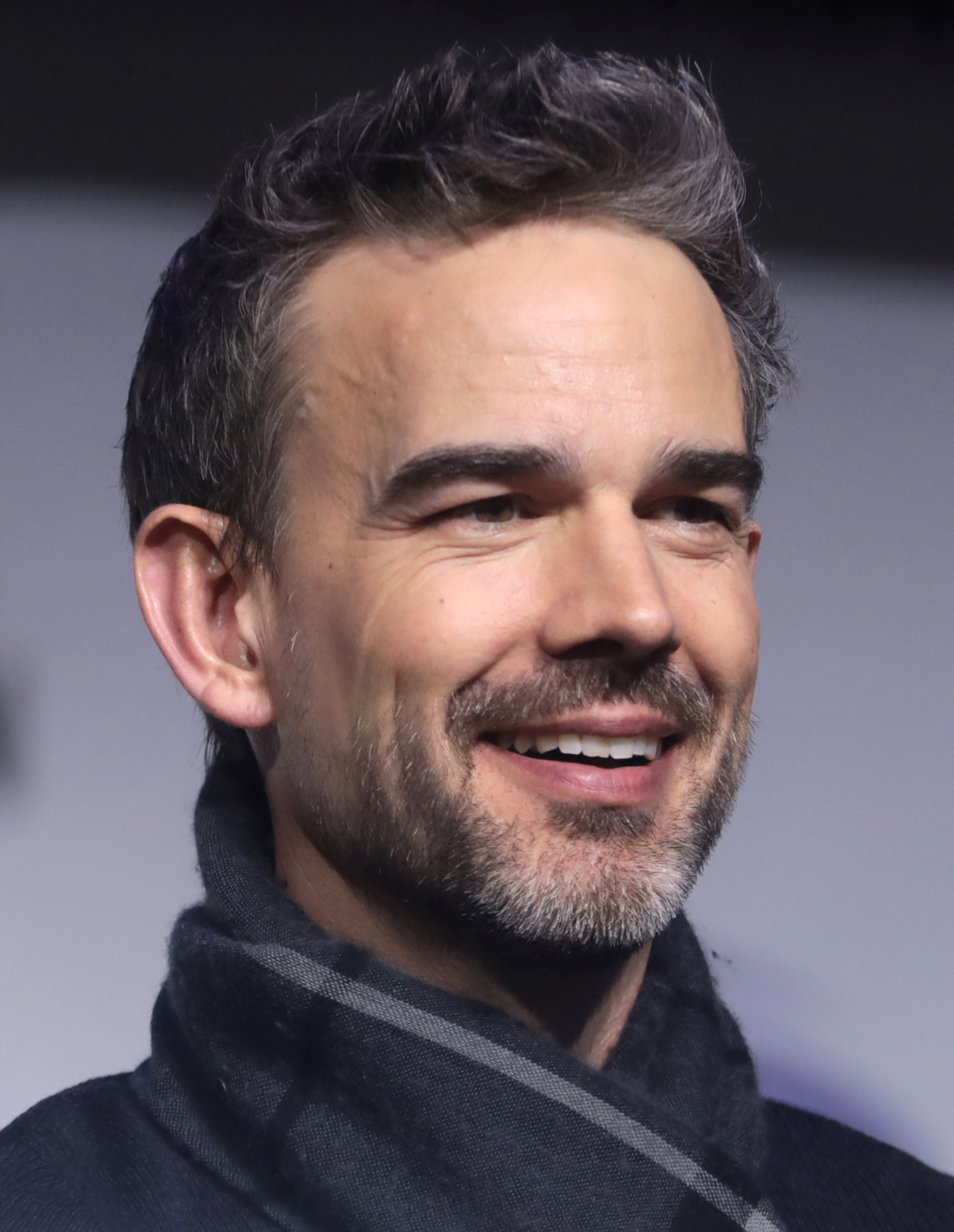
Christopher Gorham (* 1974)

- Gorham, Eville (1925–2020), kanadisch-US-amerikanischer Wissenschaftler
- Gorham, Graeme (* 1987), kanadischer Skispringer
- Gorham, John (1814–1899), englischer Arzt und Chirurg
- Gorham, John Marshall (1853–1929), britischer Teilnehmer bei olympischen Motorbootwettkämpfen
- Gorham, Karen (* 1964), britische anglikanische Theologin; Suffraganbischöfin von Sherborne
- Gorham, Lemuel Whittington (1885–1968), US-amerikanischer Internist
- Gorham, Nathaniel (1738–1796), US-amerikanischer Politiker
- Gorham, Scott (* 1951), US-amerikanischer Rockgitarrist
- Gorham, Sophia (1881–1969), britische Teilnehmerin bei olympischen Motorbootwettkämpfen
- Gorham, William R. (1888–1949), Ingenieur

### Gorho
- Gorholt, Martin (* 1956), deutscher Politiker (SPD)
- Gorholt, Simone (* 1989), deutsche Schauspielerin